# Мистер Хайд (Marvel Comics)
Мистер Хайд (англ. Mister Hyde, настоящее имя Кэлвин Забо (англ. Calvin Zabo)) — суперзлодей издательства Marvel.

## История публикаций
Мистер Хайд впервые появился в Journey into Mystery #99 (Декабрь, 1963) и был создан сценаристом Стэном Ли и художником Доном Хеком. Мистер Хайд был основан на одноимённом персонаже романа Роберта Льюиса Стивенсона.
Он появился в качестве второстепенного персонажа, начиная с Thunderbolts #147 и продолжил быть членом команды, после того как серия была переименована в Dark Avengers, начиная с #175.

## Биография
Кэлвин Забо родился в Трентоне, Нью-Джерси. Он обладал крайне неустойчивой психикой, но в то же время оставался гениальным биохимиком, одержимым идеей влияния гормонов на физиологию человека. Любимой книгой Кэлвина было произведение Роберта Льюиса Стивенсона «Странная история доктора Джекила и мистера Хайда» и он верил, что описанный в книге опыт реален. Забо считал, что при помощи гормональных препаратов можно раскрыть скрытый потенциал человека. Тем не менее, на постановку подобного опыта ему были необходимы деньги, которые он добывал, обворовывая своих работодателей. Забо прекрасно заметал следы и оставался не пойманным. Однажды он попытался устроиться в больницу, где одним из врачом был Дональд Блейк, который отказал ему, узнав о его прошлом. Забо разозлило, что Блейк не дал ему должность и поклялся отомстить ему. Он спроектировал биосыворотку и поставил опыт на себе. В результате он превратился в огромное, Халкоподобное существо и взял себе псевдоним Мистер Хайд. Он обнаружил, что сыворотка одарила его сверхчеловеческими возможностями, в результате чего он мог раздавливать автомобили и разрывать стальные листы, словно те были сделаны из картона. Хайд отправился на поиски Блейка, будучи одержимым жаждой мести. Найдя Блейка, Кэлвин выбросил его из окна, однако тот превратился в Тора и благополучно спасся. Сам Тор утверждал, что он якобы спас доктора Блейка, услышав об этом по радио, Мистер Хайд решил сразиться с Тором и спровоцировал его посредством ограбления банка, используя свою сверхчеловеческую силу, чтобы украсть банковский сейф. Из-за внушительной массы Хайда люди приняли его за Тора. Когда Тор (под видом Дональда Блейка) и Джейн Фостер находились на улице, они были похищены Хайдом под дулом пистолета. Под видом Блейка, Тор был привязан к бомбе, которая должна была взорваться 24 часа спустя, в случае если её не обезвредят, однако он избежал гибели. При попытке украсть подводную лодку Хайд был побеждён и люди поняли, что тот не является Тором. Тор был вынужден позволить ему уйти, так как думал, что Джейн всё ещё была в опасности.
Хайд стал профессиональным преступником и объединился с Коброй, чтобы отомстить их общему врагу — Тору. Несмотря на то, что Тор на некоторое время потерял свой Мьёльнир, он всё равно одолел обоих злодеев. Наряду с Коброй Мистер Хайд впоследствии был нанят Локи, чтобы похитить Джейн Фостер, после чего они вновь сражались с Тором. Чтобы помочь им, Локи усилил их полномочия. Локи направил Тора в дом, где находилась Джейн, полный множества ловушек. Джейн едва не погибла из-за учинённого взрыва. Тору удалось одолеть обоих злодеев. Хайд и Кобра попали в тюрьму, в то время как Фостер была спасена с помощью асгардской целительной формулы. Вскоре Хайд и Кобра сбежали из тюрьмы, но были пойманы и возвращены обратно Сорвиголовой. Они объединились с Джестером, чтобы отомстить, однако опять потерпели поражение. Вместе со Скорпионом Мистер Хайд сражался против Капитана Америки и Сокола. Вновь объединившись с Коброй, Хайд пытался заполучить сыворотку Каглиостро. Во время пребывания в тюрьме, Хайд был взят под контроль Пурпурным человеком и бы вынужден сражаться с Сорвиголовой вместе с Коброй, Джестером и Гладиатором.
Устав от своих постоянных неудач, Кобра сбежал с острова Райкер, предварительно разорвав партнёрство с Хайдом. Перед побегом Кобра насмехался над ним, чего Хайд не простил ему. Мистер Хайд сбежал и вступил в союз с Батроком Прыгуном. Вместе с ним Батрок попытался сделать попытку схем вымогательств против Манхэттена. Он сражался против Капитана Америки, но когда Мистер Хайд решил осуществить свою угрозу, которая убьёт тысячи, Батрок, показывая, что есть определённая грань, которую он не пересечет, помог Капитану против Хайда, спасая город. Хайд попытался отомстить Кобре, однако на его пути встал Человек-паук, который одолел его. Он был вновь заключён в тюрьму, однако избежал прибывания на острове Райкер и сражался против Человека-паука и Чёрной кошки во время другого покушения на Кобру. Позже вновь сражался с Сорвиголовой.

## Силы и способности
Кэлвин Забо мутировал в Мистера Хайда в результате принятия химической формулы, которая была основана на идее преобразование пользователя посредством гормонов. В форме Мистера Хайда Забо получил сверхчеловеческие полномочия (силу, прочность тела, выносливость). Силы Хайда были настолько велики, что он долгое время на равных сражался с богом грома, Тором. Он с лёгкостью разорвал стальные листы в банке. В течение долгих лет Забо совершенствовал сыворотку, в результате чего он с каждым годом становился всё сильнее и сильнее. Чтобы поддерживать свою чудовищную форму, Хайд должен был постоянно принимать формулу. Тем не менее, Кэлвин устаёт в облике Хайда из-за чего он возвращается к своему истинному обличию. Серьёзные травмы также могут приостановить трансформацию. У него имеется устройство, напоминающее наручные часы, в котором содержится формула. При нажатии кнопки, формула сразу поступает в его кровь.
Формулы вызывает деформацию кожи Мистера Хайда. Из-за этого искажается его лицо, которое начинает напоминать макияж Лона Чейни из фильма «Призрак Оперы» 1925 года.
Как Кэлвин Забо, он обладает обширными знаниями в области биохимии и, несмотря на то, что все считают его безумцем, Забо является блестящим учёным.

## Альтернативные версии

### Age of Apocalypse
В реальности Век Апокалипсиса Мистер Хайд является ещё более безумным и диким маньяком, чем в оригинальной вселенной. Он обитает на кладбище, ища битвы с теми, кто вступит на его территорию.

### Elseworlds
Мистер Хайд появляется в кроссовере Elseworlds между Бэтменом и Сорвиголовой, где входит создаёт союз с Двуликим.

### House of M
В реальности День М, созданной Алой ведьмой, Мистер Хайд является членом Мастеров Зла Капюшона. Перед нападением Красной армии на Сант-Рико, Забо покинул команду наряду с Коброй, Кроссбоунсом и Шаровой молнией. Позднее Мистер Хайд был показан в качестве учёного армии.

### Marvel Zombies
Зомбиверсия Мистера Хайда впервые появилась в Марвел Зомби #4. Он был виден во время нападения на новых Ночных сыновей, пытаясь укусить одного из них, однако был убит Лешим, который разорвал его надвое и придавил огромным валуном, что привело к мгновенной смерти Забо.

### Thor: The Mighty Avenger
В комиксе Тор: Могучий Мститель Мистер Хайд является антагонистом первых двух выпусков, рассказывающих о становлении Тора.

## Вне комиксов

### Телевидение

Кайл Маклахлен в роли Кэлвина Забо в сериале «Агенты «Щ.И.Т.»».

- В мультсериале «Супергерои Marvel» Мистер Хайд появляется в сериале о приключениях Тора.
- Мистер Хайд появляется в мультсериале «Люди Икс» 1992 года.
- Кэлвин Забо в исполнении Кайла Малахлена появляется в телесериале «Агенты «Щ.И.Т.»», который является частью Кинематографической вселенной Marvel. Первоначально персонаж именовался просто «Доктором», до того, как его имя было выявлено в эпизоде «Чем они стали»[25][26]. Он является отцом Дейзи «Скай» Джонсон (в исполнении Хлои Беннет). Свою настоящую фамилию он сменил по личным причинам. Мать Скай и возлюбленная Кэла по имени Джайин (Дичен Лакмэн) является Нелюдем, обладающим способностью поглощать жизнь, из-за чего она не стареет. В прошлом над ней ставили опыты учёные из Гидры во главе с Дэниелом Уайтхоллом. Несмотря на то, что они выкачали из неё силу и убили, Кэлу удалось вернуть её к жизни. Впоследствии супруги потеряли Дейзи и искали её в течение двух десятилетий. Поскольку Кэл, в отличие от Джайин и Дейзи не уродился с силами Нелюдей, он создал химическую формулу, которая усилила его физические способности, в то же время сделав его психически неуравновешенным. Изначально Кэлвин объединяется с Гидрой, чтобы та помогла ему найти Дейзи, в то время как он сам помышляет убить Уайтхолла. Когда Фил Колсон убивает Уайтхолла вместо него, Кэл клянётся отомстить ему. В конечном итоге за свои потуги уничтожить Щ. И. Т. Кэл был перемещён Нелюдем Гордоном в изолированное от общества место. Некоторое время спустя он воссоединился с женой и дочерью. Когда Джайин пытается развязать войну между Щ. И. Т.ом и Нелюдьми, она передаёт первым Кэла, который принимает свою сыворотку, превратившись в Мистера Хайда. Тем не менее, Колсону удаётся образумить его и склонить на свою сторону. В итоге Кэл вынужденно убивает Джайин, спасая Дейзи. Затем он был подвергнут программе Т. А. И. Т. И., желая стать хорошим человеком, каким он когда-то был. Ему стирают память, после чего он становится ветеринаром доктором Уинслоу и открывает собственную клинику. Позже, правительство США создаёт сыворотку сверхсилы для Джеффри Мейса на основе сыворотки Мистера Хайда, но с другим, не влияющим на разум, побочным эффектом на сердечную мышцу. Кэл Джонсон — единственный учёный в Кинематографической вселенной Marvel, который сумел в кустарных условиях создать очень близкий аналог сыворотки Авраама Эрскина.

### Видеоигры
- Мистер Хайд является одним из боссов игры «Iron Man and X-O Manowar in Heavy Metal» 1996 года.
- Мистер Хайд появляется в игре «Marvel Heroes».